# 전자공고
전자공고란 회사의 인터넷 홈페이지에 게재하는 것으로 전자적 방법으로 공고하려면 정관에 이를 규정해야 한다. 전자적 공고를 할 경우에는 인터넷 홈페이지의 주소를 등기하여야 하며, 전자공고를 하는 경우에는 의사전달이 확실하게 이루어지기 위한 보완적 조치를 취하여야 한다.

## 사례
한국투자금융지주 정관 제1장 총칙 제4조(공고방법) 이 회사의 공고는 회사의 인터넷 홈페이지(http://www.koreaholdings.com) 에 게재한다. 다만, 전산장애 또는 그 밖의 부득이한 사유로 회사의 인터넷 홈페이지에 공고를 할 수 없을 때에는 서울특별시에서 발행되는‘한국경제신문과 매일경제신문’에 한다.